# Lepidodactylus novaeguineae
Lepidodactylus novaeguineae — вид геконоподібних ящірок родини геконових (Gekkonidae). Мешкає в Індонезії і Папуа Нової Гвінеї.

## Поширення і екологія
Lepidodactylus novaeguineae мешкають в прибережних районах на півночі Нової Гвінеї, від озера Сентані на схід до Джаяпури, а також на півострові Гуон. Вони живуть у вологих тропічних лісах та в панданових заростях, трапляються на плантаціях і в садах. Зустрічаються на висоті до 1000 м над рівнем моря.